# Unbreakable (album des Backstreet Boys)
Albums de Backstreet Boys
Never Gone
(2005) This Is Us
(2009)
Never Gone est le sixième (aux Etats-Unis le cinquième) album studio du boys band américain Backstreet Boys, sorti en october 2007.
L'album a débuté à la 21e place du hit-parade britannique (pour la semaine du 4 au 10 novembre 2007) et à la 7e place du classement des albums du magazine américain Billboard, le Billboard 200 (pour la semaine du 17 novembre),.

## Liste des pistes
| No  | Titre                           | Auteur                                                                    | Producteur(s)              | Durée |
| --- | ------------------------------- | ------------------------------------------------------------------------- | -------------------------- | ----- |
| 1.  | Intro                           | Dan Muckala • Brian Littrell • A. J. McLean • Howie Dorough • Nick Carter | Muckala                    | 0:58  |
| 2.  | Everything But Mine             | Muckala • Jess Cates • Lindy Robbins                                      | Muckala                    | 4:06  |
| 3.  | Inconsolable                    | Cates • Robbins • Emanuel Kiriakou                                        | Kiriakou                   | 3:37  |
| 4.  | Something That I Already Know   | Zukhan Bey • Kara DioGuardi • David Hodges • Mitch Allan                  | Allan • DioGuardi • Hodges | 3:29  |
| 5.  | Helpless When She Smiles        | Brett James • Chris Lindsey • Aimee Mayo • Troy Verges                    | John Shanks                | 4:05  |
| 6.  | Any Other Way                   | Muckala • Cates • Robbins                                                 | Muckala                    | 3:23  |
| 7.  | One in a Million                | Muckala • Cates • Robbins • Littrell • McLean • Dorough • Carter          | Muckala                    | 3:32  |
| 8.  | Panic                           | Muckala • Littrell • McLean • Dorough • Carter • Billy Mann               | Muckala                    | 2:54  |
| 9.  | You Can Let Go                  | Muckala • Cates • Robbins                                                 | Muckala                    | 3:32  |
| 10. | Trouble Is                      | Don Mescall • Martin Sutton • Pam Sheyne                                  | Shanks                     | 3:33  |
| 11. | Treat Me Right                  | McLean • JC Chasez • Ron Feemster                                         | Neff-U • Chasez            | 4:10  |
| 12. | Love Will Keep You Up All Night | Mann • Dave Schuler • Brian Paturalski • Larry Gold                       | Mann                       | 4:14  |
| 13. | Unmistakable                    | Muckala • Adam Anders • Nikki Hassman                                     | Muckala • Anders           | 3:48  |
| 14. | Unsuspecting Sunday Afternoon   | Muckala • Littrell • McLean • Dorough • Carter • Mann                     | Muckala                    | 3:21  |

| 15. | Close My Eyes | Muckala • Cates • Robbins • Littrell • McLean • Dorough • Carter | Muckala | 4:06 |
| 16. | There's Us    | Rob Wells • Christopher Ward                                     | Wells   | 4:10 |

| 15. | Downpour      | Cates • Robbins • Kiriakou | Kiriakou | 3:24 |
| 16. | In Pieces     | Muckala • Cates • Robbins  | Muckala  | 3:45 |
| 17. | Nowhere to Go | Cates • Robbins • Wells    | Wells    | 2:52 |